# ناگل (فایشتلگبیرگ)
ناگل (به آلمانی: Nagel) یک شهر در آلمان است که در Wunsiedel واقع شده‌است.